# Kokushi (ufficiale)
Kokushi (国司? Kuni no tsukasa) erano ufficiali del Giappone feudale mandati dal governo centrale a controllare le province dall'VIII secolo, dopo la promulgazione del sistema Ritsuryō. In accordo con il Ritsuryō, i Kokushi avevano molto potere e responsabilità, inclusa la raccolta delle tasse ecc. Il più alto livello per i Kokushi era il Kami (守?). Per esempio il governatore Kokushi del Kai aveva il titolo di Kai no Kami (甲斐守?). In molti casi il Kami viveva direttamente nella provincia di cui era responsabile, delegando i suoi poteri ad ufficiali minori. Il più alto ufficiale in carico in una provincia era chiamato Zuryō (受領?).
I Kokushi persero molto loro potere durante lo shogunato Kamakura. Durante il periodo Muromachi vennero inoltre sostituiti dagli Shugo. Di conseguenza, soprattutto durante il periodo Edo, il titolo 'Kokushi' rimase un titolo d'onorificenza.